# 베니 쿨슨

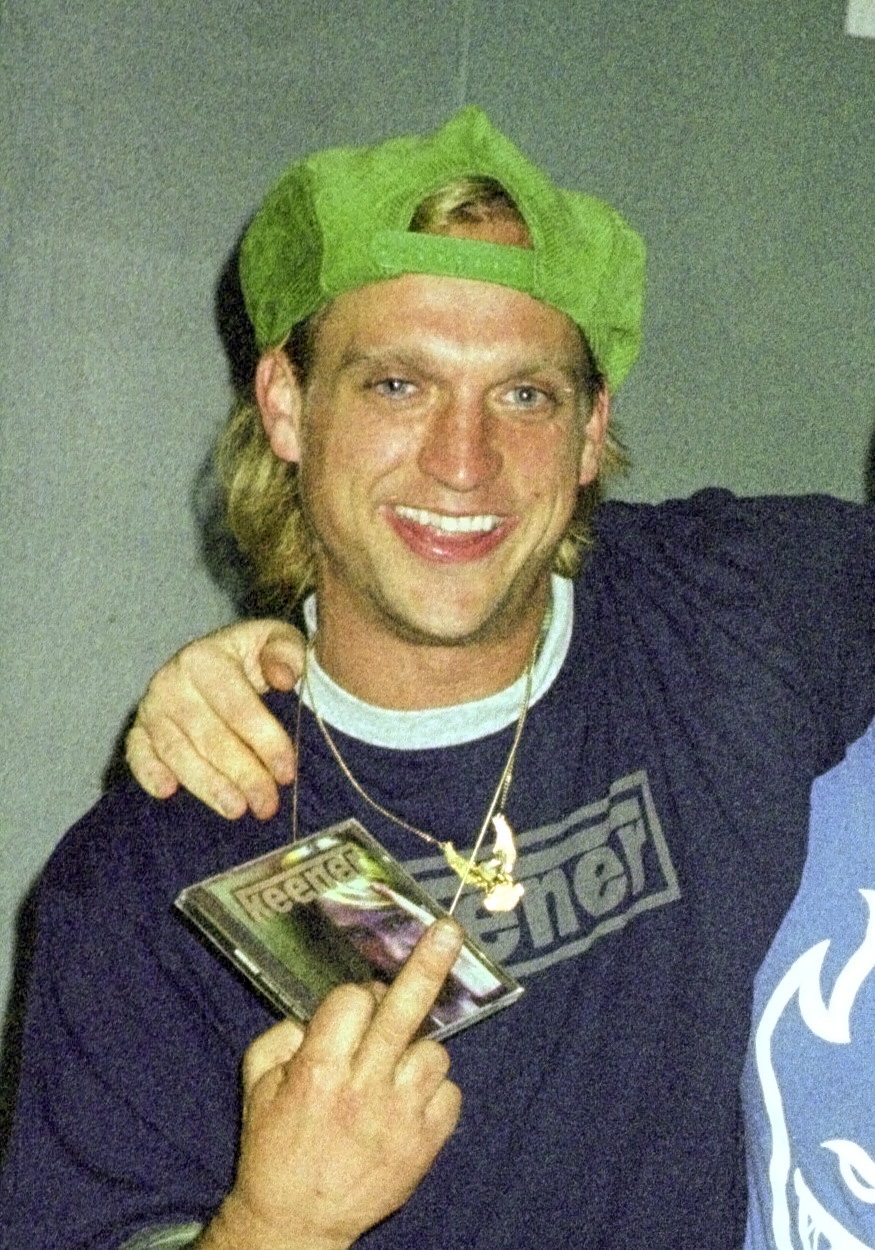

베니 쿨슨(Bernie Coulson, 1965년 1월 1일 ~ )은 캐나다의 배우, 영화배우, 텔레비전 배우이다.
밴쿠버에서 태어났다.

## 영화
- 다크 하베스트 (2016년)
- 터뷸런스 3 (2001년)
- 살인 정원 (2000년)
- 하드 코어 로고 (1992년)
- 비밀 수색 작전 (1992년)
- 생존의 게임 (1992년)
- 랜디의 사생활 (1989년)
- 에디 앤드 크루져 2 (1989년)
- 무빙 타켓 (1988년)
- 피고인 (1988년)
- 불리즈 (1986년)
- 허클베리 핀과 그의 친구들 (1979년)